# Claude Chifflet
Pour les articles homonymes, voir Chifflet.
Claude Chifflet, né à Besançon le 14 juillet 1541 et mort à Dole le 15 novembre 1580, est un jurisconsulte franc-comtois.
Il étudia le droit à Bourges où il fut l’élève du juriste Jacques Cujas. Il devint professeur de droit à l’université de Dole et se tailla une grande réputation de juriste. Il a écrit sur les substitutions, les partages, les fidéi commis, et s'est aussi occupé avec succès de numismatique et d'histoire. On lui doit un ouvrage intitulé De Ammiani Marcellini vita et libris, consacré à l’historien romain Ammien Marcellin (Louvain, 1627), et une dissertation De Antiquo numismate.

## Source
Cet article comprend des extraits du Dictionnaire Bouillet. Il est possible de supprimer cette indication, si le texte reflète le savoir actuel sur ce thème, si les sources sont citées, s'il satisfait aux exigences linguistiques actuelles et s'il ne contient pas de propos qui vont à l'encontre des règles de neutralité de Wikipédia.
- Association Chifflet